# Моссак
Мосса́к (фр. и окс. Maussac) — коммуна во Франции, находится в регионе Лимузен. Департамент — Коррез. Входит в состав кантона Меймак. Округ коммуны — Юссель.
Код INSEE коммуны — 19130.
Коммуна расположена приблизительно в 380 км к югу от Парижа, в 85 км юго-восточнее Лиможа, в 38 км к северо-востоку от Тюля.

## Население
Население коммуны на 2008 год составляло 392 человека.
| 1962 | 1968 | 1975 | 1982 | 1990 | 1999 | 2008 |
| ---- | ---- | ---- | ---- | ---- | ---- | ---- |
| 495  | 513  | 483  | 461  | 397  | 387  | 392  |

## Экономика
В 2007 году среди 250 человек в трудоспособном возрасте (15-64 лет) 170 были экономически активными, 80 — неактивными (показатель активности — 68,0 %, в 1999 году было 65,8 %). Из 170 активных работали 152 человека (80 мужчин и 72 женщины), безработных было 18 (7 мужчин и 11 женщин). Среди 80 неактивных 21 человек были учениками или студентами, 29 — пенсионерами, 30 были неактивными по другим причинам.